# Харес (скульптор)
Харес или Харет (др.-греч. Χάρης, IV век до н. э., Линдос — 280 год до н. э., Родос) — древнегреческий скульптор, архитектор, автор статуи Колосса Родосского, которая являлась одним из семи чудес света. Ученик Лисиппа. Считается основателем и первым представителем родосской школы скульпторов.

## Деятельность

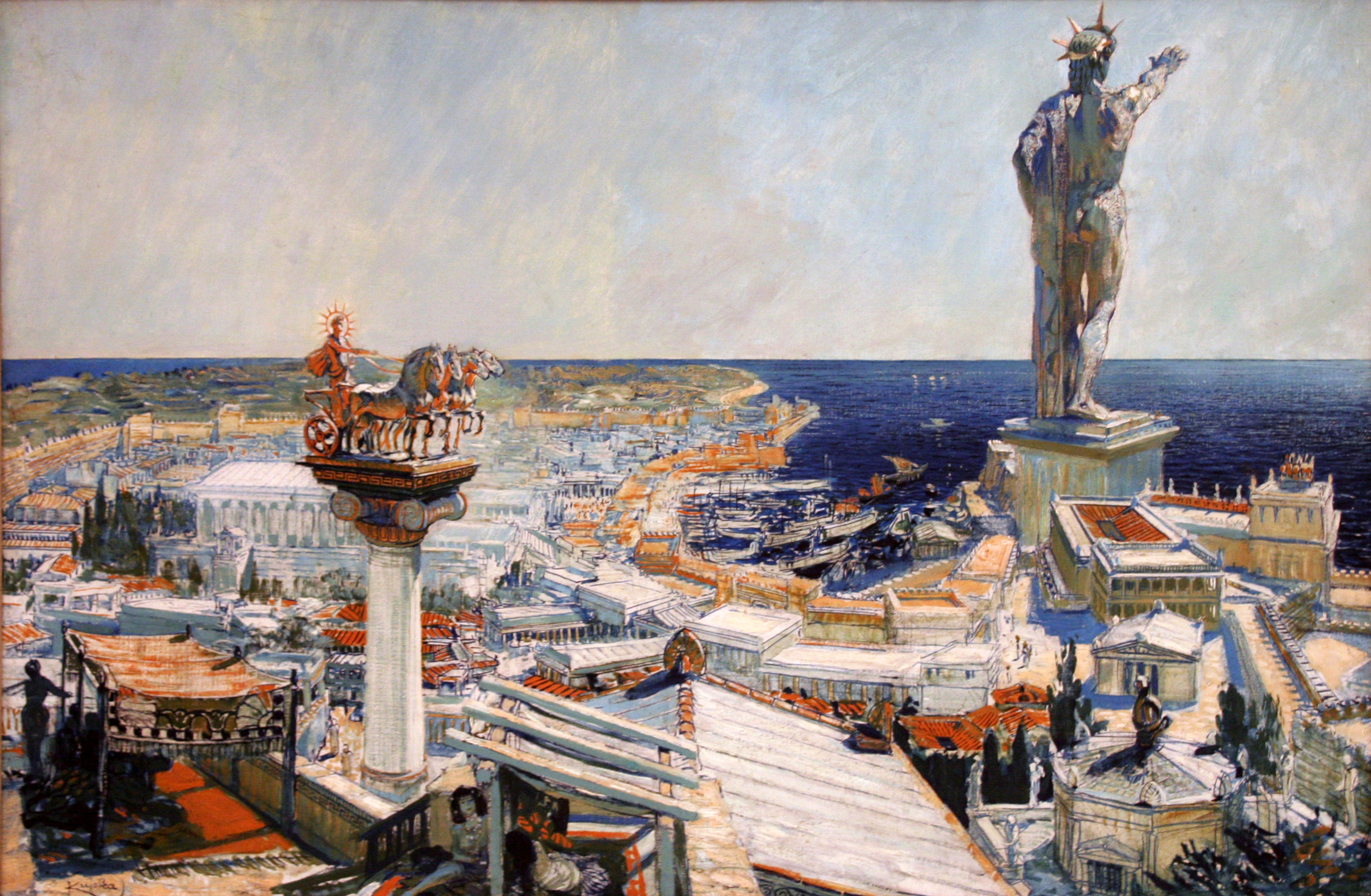
Ф. Купка. Колосс Родосский. 1906. Акварель

В 305 г. до н. э. на Родос прибыл Деметрий I Полиоркет, начав осаду острова. Родосцы молились богу Гелиосу об окончании осады, пообещав поставить великую статую. По окончании осады начался сбор средств.
Через 12 лет, в 292 году до нашей эры, нужная сумма была накоплена, и родосцы пригласили Хареса для постройки Колосса, дали ему накопленные деньги и сказали: «Построй нам самую грандиозную статую из бронзы. Мы хотим, чтобы она была выше человеческого роста в десять раз!», то есть высотой 18 метров. Харес дал слово, что выполнит работу. Но вскоре хитрые родосцы пришли снова и, сказав, что они передумали, заказали Харесу статую вдвое больше и дали ему ещё столько же денег. Но этой суммы не хватило, так как при увеличении роста вдвое объём увеличивается в восемь раз. Поэтому Харесу пришлось одолжить колоссальные суммы денег у близких, родственников и друзей.
Когда статуя через 12 лет (280 г. до н. э.) была достроена, скульптор покончил жизнь самоубийством. Некоторые историки считают, что это из-за того, что он не мог выплатить долги, другие же говорят о том, что прямо на открытии он увидел трещину в статуе.